# Муха-Цокотуха (балет)
Му́ха-Цокоту́ха — детский балет композитора Давида Фёдоровича Салимана-Владимирова в двух действиях и пяти картинах по мотивам сказки К. Чуковского.

## История
Автор либретто — М. Мнацаканян.
Первыми исполнителями балета стали артисты Народного театра балета московского завода «Серп и молот», которые показывали спектакль у себя на сцене и в Кремлёвском дворце съездов, ездили на гастроли в Францию.
На профессиональной сцене балет был поставлен в июле 1968 года в Театре оперы и балета им. М. Джалиля в Казани. Произведение ставилось в 1969 году в Горьком, в 1976 году — в Донецке и Нальчике. В 1981 году балет был поставлен Р. Клявиным в Киевском театре оперы и балета им. Т. Шевченко на новое либретто балетмейстера в соавторстве с дирижёром К. Ерёменко.

## Действующие лица
- Муха-Цокотуха
- Паук
- Комар
- Денежка
- Жук
- Самоварчик-Скоморошек
- Муравей
- Муравьиха
- Бабушка-пчела[1]

## Либретто
Жители города «Н» часто гуляли на центральной площади, особенно по воскресеньям. Но веселиться было нельзя — за этим тут следили злые пауки. Они не любили, когда всем хорошо и весело. Однажды в воскресенье на площадь пришли Осы, Муравей, Муравьиха, Стрекозы, Жук и другие обитатели города. На площади появилась Муха-Цокотуха и её подруги — маленькие мушки, а также Комар со своими друзьями комариками. Муха-Цокотуха впервые встретилась с Комаром и выронила платок, который Комар поспешил вернуть хозяйке.
Когда на площадь пришла Ярмарка, везде стало шумно. Насекомые устремились к прилавкам, но покупали совсем не то, что каждому из них было нужно. Муха-Цокотуха увидела самовар на прилавке и захотела его купить. Но у неё не было денег. Муха-Цокотуха обратилась к окружающим за помощью — подошел Комар, но в своих карманах он также не нашел денежку. Со временем все покинули площадь, на ней осталась лишь Муха-Цокотуха и пауки, которые сидели в тёмных углах.
Муха-Цокотуха всё думала о самоваре, который ей так захотелось купить, и пригласить на чай других насекомых. Она представила купленный сказочный самовар, который был в её мечтах ещё прекраснее, чем в жизни. Вместе с самоваром появился самоварчик-скоморошек, а потом пожаловали гости насекомые. Муха-Цокотуха всем наливала чай, но когда дошла очередь до Комара, она смутилась. Она очнулась, и поняла, что рядом нет ни самовара, ни Комара. Муха-Цокотуха заплакала, и тогда появилась Денежка, попросила взять её и купить самовар.
Когда Муха-Цокотуха пошла покупать самовар, за ней следили пауки. Они донесли все новости пауку-Главарю, который приказал собратьям прясть паутину, чтобы погубить Муху-Цокотуху. Муха-Цокотуха отправила приглашения всем насекомым, включая Комара. Но он не получил приглашение — этому помешали пауки. Комар ходил возле домика и грустил из-за того, что про него забыли. Комар ушел, и возле домика появились пауки, которые принесли к домику барабаны с натянутыми нитками паутины.
Муха-Цокотуха ждала гостей и не подозревала, что в углах комнаты притаились пауки. Пришли гости с подарками и поздравили хозяйку. А она грустила, потому что Комар не пришёл на чай. В разгар праздника выскочили пауки и окутали Муху-Цокотуху нитями. Гости разбежались. Муха-Цокотуха кричала и просила о помощи, пока к ней приближался паук-Главарь. Когда он стал её душить, в комнату влетел Комар с комариками и победил злодея. Комар спросил, выйдет ли Муха-Цокотуха за него замуж, и она ответила согласием.